# Geobasisdaten
Als Geobasisdaten werden Daten mit Koordinaten zur Verortung von Geofachdaten bezeichnet. Für amtliche Geobasisdaten hängt die genaue Definition von den Gesetzen des jeweiligen Landes ab.

## Deutschland
Geobasisdaten sind Punkte, Linien oder Flächen, welche die Lage (Georeferenz) von administrativen, technischen oder natürlichen Grenzen in der Landschaft (Topographie) anwendungsneutral beschreiben. Dazu zählen beispielsweise Adressen und andere Ortskoordinaten (Punkte), Flüsse, Straßen und andere Verkehrsstraßen (Linien) oder Landesgrenzen, Grundstücken und Gebäuden (Flächen). Nur von einem Vermessungsamt erhobene und veröffentlichte Daten sind amtliche Geobasisdaten.
Neben den Geobasisdaten gibt es die Geofachdaten. Geofachdaten alleine sind ohne Geobasisdaten nicht oder nur schwer interpretierbar, weil eine eindeutige räumliche Zuordnung (Georeferenz) fehlt. Thematische Karten oder entsprechende Tabellen sind ein Beispiel für die Kombination von Geobasis- mit Geofachdaten.
Die Arbeitsgemeinschaft der Vermessungsverwaltungen der Länder der Bundesrepublik Deutschland (AdV) hat auf ihrer Plenumstagung am 28. und 29. September 2005 in Magdeburg für die Vermessung definiert, dass Geobasisdaten des amtlichen Vermessungswesens die Landschaft, die Liegenschaften und den einheitlichen geodätischen Raumbezug anwendungsneutral nachweisen und beschreiben. Sie sind Grundlage für Fachanwendungen mit Raumbezug.

## Schweiz
Abweichend hiervon ist in der Schweiz der Begriff Geobasisdaten gesetzlich definiert als „Geodaten, die auf einen Recht setzenden Erlass des Bundes, des Kantons oder einer Gemeinde beruhen.“
Die Gesamtheit der Geobasisdaten gilt als materieller Geltungsbereich des Bundesgesetzes über Geoinformation und wird in Form eines Geobasisdatenkatalogs erlassen. Solche Geobasisdatenkataloge gibt es auf Stufe der Schweizerischen Eidgenossenschaft (im Anhang der Geoinformationsverordnung), der Kantone und der Gemeinden.
Der Bund legt fest, welche Geobasisdaten mindestens Gegenstand des ÖREB-Katasters sind. Der Bund ist auch zuständig für die Harmonisierung der Geobasisdaten von nationaler Bedeutung und deren Darstellung in Geodiensten. Dazu erstellt er minimale Geodatenmodelle sowie Darstellungsmodelle für die einzelnen Geobasisdatensätze, an die sich Kantone und Gemeinden halten müssen.